# Прага (женский баскетбольный клуб)
«Прага» — чешский женский баскетбольный клуб из одноименного города. Основан в 1953 году. Клуб играет в Чешской лиге, высшей баскетбольной лиге в Чехии. Домашняя арена - стадион Карловка. На международной арене наибольшим успехом стала победа в Кубке Ронкетти в сезоне 1975/76, в Евролиге 2014/15 и впоследствии в Суперкубке ФИБА 2015.

## Исторические названия
- 1953 – Славия ITVS Прага (Славский институт физического воспитания и спорта Прага)
- 1960 – Славийский университет Прага
- 1991 – УСК Прага (Университетский спортивный клуб Праги)
- 1994 – УСК Эрпет Praha (Университетский спортивный клуб Эрпет Прага)
- 1998 – УСК Прага (Университетский спортивный клуб Праги)
- 1999 – УСК Блекс Прага (Университетский спортивный клуб Блекс Прага)
- 2005 – ЗВВЗ УСК Прага (Заводы по производству оборудования для кондиционирования воздуха Университетский спортивный клуб Прага)

## Титулы
- Чемпион Евролиги : 2015
- Обладатель Суперкубка Европы: 2015
- Обладатель Кубка Ронкетти: 1976
- Пятнадцатикратный победитель чемпионата Чехии: 1994, 1995, 2009, 2011, 2012, 2013, 2014, 2015, 2016, 2017, 2018, 2019, 2020, 2021
- Восьмикратный победитель чемпионата Чехословакии: 1970, 1973, 1982, 1983, 1984, 1985, 1988, 1989.
- Пятикратный победитель Кубка Чехии: 2010, 2011, 2012, 2014, 2021

## Известные игроки
- Милка Бджелика
- Лая Палау
- Соня Петрович
- Яна Весела
- Кэндис Дюпри
- Валериан Ээи

## См.также
- БК Прага